# La extorsión
La extorsión  és una pel·lícula argentina de thriller i suspens de 2023 dirigida per Martino Zaidelis i protagonitzada per Guillermo Francella, Pablo Rago, Andrea Frigerio, Carlos Portaluppi, Mónica Villa i Alberto Ajaka. Va ser estrenada el 6 d'abril de 2023 en cinemes i posteriorment es va incloure en el catàleg de la plataforma de streaming HBO Max.

## Argument
Un experimentat pilot comercial es veu obligat a col·laborar amb els serveis d'intel·ligència del seu país per a evitar ser castigat per una greu falta que va cometre en el treball. Ràpidament es veu immers en un submon d'intrigues i extorsions que posarà en perill la seva vida i del qual pagarà un preu molt alt per a escapar.

## Repartiment
- Guillermo Francella com Alejandro Petrossián
- Pablo Rago com Saavedra
- Andrea Frigerio com Carolina Guerrero
- Carlos Portaluppi com Mario Aldana
- Mónica Villa com Rita Tirabosco
- Alberto Ajaka com Porchietto
- Guillermo Arengo com Fernando Marconi
- Juan El Sasso com Andrés Sadik
- Joselo Bella com Cristaldo
- Carla Pandolfi com a Dra. Andrea Vitale
- Julieta Vallina com Nadia Akerman
- Romina Pinto com Mara Viviani
- Osvaldo Djeredjian com Beltramino
- Rubén Cirocco com a custodi de Carolina
- Alejandro Botto[3]

## Recepció

### Comentaris de la crítica
El lloc web de ressenyes Todas Las Críticas dona a la pel·lícula un índex d'aprovació del 93% basat en 14 crítiques, i una qualificació mitjana de 69/100.

### Premis i nominacions
| Premi      | Data de l'esdeveniment | Categoria                   | Nominat                                        | Resultat | Ref.  |
| ---------- | ---------------------- | --------------------------- | ---------------------------------------------- | -------- | ----- |
| Premis Sur | 26 d'agost de 2024     | Millor actor de repartiment | Pablo Rago                                     | Nominat  | [ 5 ] |
| Premis Sur | 26 d'agost de 2024     | Millor muntatge             | Ariel Frajnd                                   | Nominat  | [ 5 ] |
| Premis Sur | 26 d'agost de 2024     | Millor so                   | Gonzalo Matijas, Rubén Piputto i Matías Vilaro | Nominat  | [ 5 ] |
| Premis Sur | 26 d'agost de 2024     | Millor música original      | Pablo Borghi                                   | Nominat  | [ 5 ] |